# Llista de Creus de Sant Jordi/2009/Entitats

#### Entitats
Informació actualitzada per un bot. Els canvis manuals es perdran quan s'actualitzi!
| Entitat                                                        | Wikidata  | Descripció                   | Imatge |
| -------------------------------------------------------------- | --------- | ---------------------------- | ------ |
| Museu Geològic del Seminari de Barcelona                       | Q6034557  |                              |        |
| Caixa Sabadell                                                 | Q8254945  |                              |        |
| Fundació Carl Faust                                            | Q11016684 |                              |        |
| Antic Gremi de Traginers d'Igualada                            | Q11905723 |                              |        |
| Esbart Manresà de Dansaires                                    | Q11919685 | esbart dansaire              |        |
| Fundació Ajuda i Esperança                                     | Q11923241 |                              |        |
| Fundació Alfonso Comín                                         | Q11923242 |                              |        |
| Fundació Catalana Síndrome de Down                             | Q11923251 |                              |        |
| Premi Iluro de Monografia Històrica                            | Q15972140 | premi d'historiografia local |        |
| Casino de Vic                                                  | Q16187886 |                              |        |
| Fils et Filles de Républicains Espagnols et Enfants de l'Exode | Q20100572 |                              |        |
| Gremi de Flequers de Barcelona                                 | Q20100684 |                              |        |